# Георгій Береговий (поїзд)
«Георгій Береговий» — колишній пасажирський поїзд категорії «нічний швидкий» № 92/91 з фірмовою групою вагонів 2-го класу сполученням Кременчук/Полтава — Москва. Мав іменну назву на честь льотчика-космонавта Георгія Берегового. Протяжність маршруту поїзда складала 1046 км.

## Історія
До 15 квітня 2011 року поїзд курсував під назвою «Полтава».
15 квітня 2011 року зі станції Полтава-Південна вперше вирушив іменний пасажирський поїзд на честь двічі Героя Радянського Союзу, льотчика-космонавта Георгія Берегового сполученням Полтава — Москва.
У графіку руху на 2012—2013 роки маршрут поїзда було подовжено від станції Полтава-Південна до станції Кременчук.
З 1 червня 2014 року поїзд був оптимизований та став двогрупним  спільно з нічним швидким поїздом № 20/19 «Микола Конарєв» (об'єднання/роз'єднання здійснювалося на станції Харків-Пасажирський)
Наприкінці березня 2018 року вагони безпересадкового сполучення з Кременчука були скасовані.
8 грудня 2019 року, через скасування поїзда № 20/19 «Микола Конарєв», курсував спільно з поїздом № 96/95 Кривий Ріг — Москва до станції Москва-Пасажирська-Київська (до 7 грудня 2019 року курсував під № 74/73 і прибував на станцію Москва-Пасажирська-Курська).
З 17 березня 2020 року поїзд був скасований через закриття кордонів та пандемію поширення захворювань COVID-19.

## Інформація про курсування
Поїзд курсував цілий рік, щоденно. На маршруті зупинявся на 8 проміжних станціях.
| Розклад руху поїзда «Георгій Береговий» № 92/91 (з 09.12.2019 по 17.03.2020) | Розклад руху поїзда «Георгій Береговий» № 92/91 (з 09.12.2019 по 17.03.2020) | Розклад руху поїзда «Георгій Береговий» № 92/91 (з 09.12.2019 по 17.03.2020) | Розклад руху поїзда «Георгій Береговий» № 92/91 (з 09.12.2019 по 17.03.2020) | Розклад руху поїзда «Георгій Береговий» № 92/91 (з 09.12.2019 по 17.03.2020) |
| Час прибуття                                                                 | Час відправлення                                                             | Станція                                                                      | Час прибуття                                                                 | Час відправлення                                                             |
| ---------------------------------------------------------------------------- | ---------------------------------------------------------------------------- | ---------------------------------------------------------------------------- | ---------------------------------------------------------------------------- | ---------------------------------------------------------------------------- |
| —                                                                            | 18:20                                                                        | Полтава                                                                      | 13:36                                                                        | —                                                                            |
| 13:59                                                                        | —                                                                            | Москва                                                                       | —                                                                            | 17:30                                                                        |

Актуальний розклад руху поїздів вказано у розділі «Розклад руху призначених поїздів» на офіційному вебсайті «Укрзалізниці».

## Склад поїзда
Поїзд формувався у вагонному депо ПВЧД-4 станції Полтава-Південна, якому встановлена схема з 6 фірмових вагонів різних класів комфортності:
- 5 плацкартних;
- 1 купейний.

## Цікаві факти
- На вагонах поїзда були намальовані нагороди Геогрія Берегового. Після 2014 року втратив свою назву, а нагороди на вагонах поїзда були зафарбовані.
- Поїзд складався з вагонів безпересадкового сполучення, який курсував з Полтави до Харкова як окремий пасажирський поїзд.